# کوپاچوو
کوپاچوو (به لهستانی:  Kopaczów) یک روستا در لهستان است که در گمینا بوگاتنگا واقع شده‌است.